# Crassula deltoidea
Crassula deltoidea (Thunb., 1778) è una pianta succulenta appartenente alla famiglia delle Crassulaceae, originaria di Province del Capo, in Sudafrica, e Namibia.
L'epiteto specifico deltoidea deriva dal greco δέλτα (delta, "triangolare") e -οειδής (-oides, "a forma di"), con riferimento alla forma delle foglie.

## Descrizione

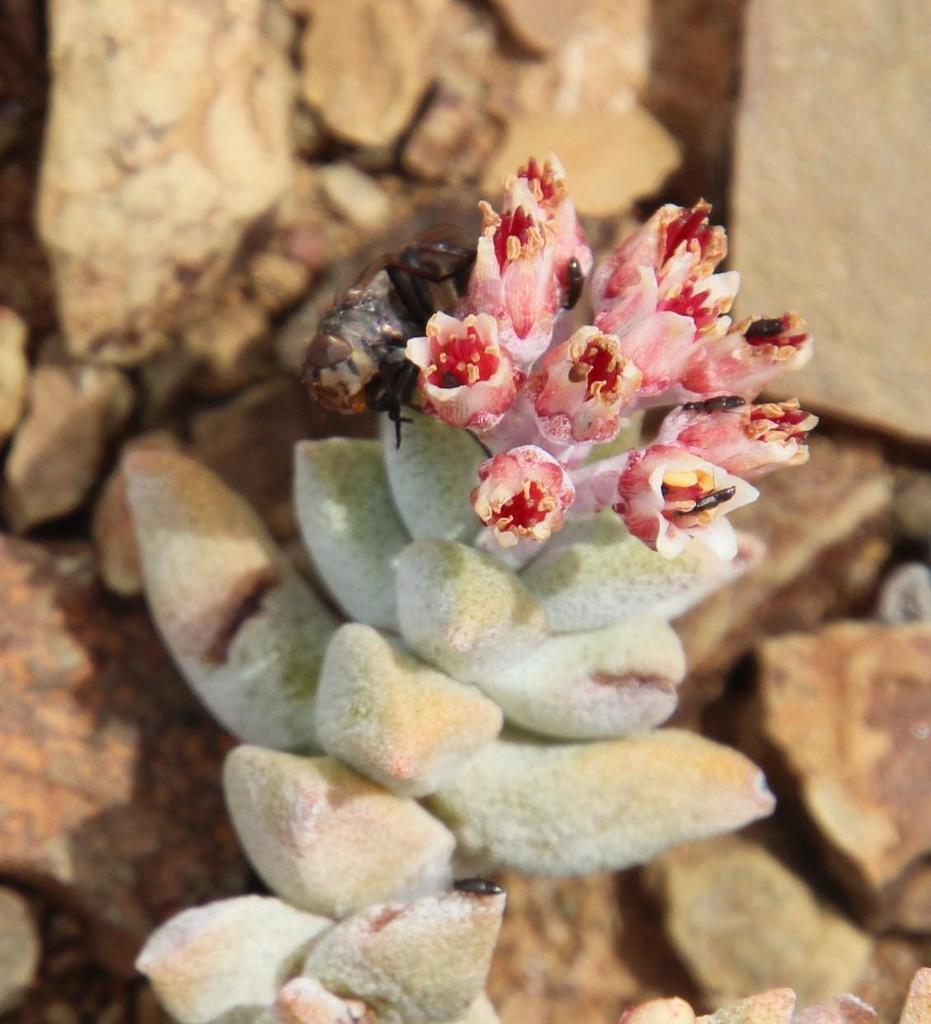
Dettaglio di uno stelo di C. deltoidea.

C. deltoidea è una pianta perenne formata da steli ascendenti o eretti, che presentano corti rami e lunghi fino ad 8 centimetri. È unita al suolo attraverso una radice a fittone, dalla quale si dipartono fini radici fascicolate.
Le foglie succulente, che misurano 10-20 millimetri in lunghezza per 4–15 mm in larghezza, hanno una forma da deltoide ad oblanceolata, con la pagina superiore da piatta a concava e quella inferiore convessa, base cuneata ed estremità da acute a subacute. Sono di colore grigio-verde, con la superficie ricoperta da una bianca cera che può darle un colore biancastro, e le più vecchie sono decidue.
Le infiorescenze a tirso, che si sviluppano tra agosto e settembre in posizione terminale, hanno una forma arrotondata. Sono sorrette da un corto peduncolo, lungo circa 1 cm, fatto che la differenzia dalle altre specie di Crassula con cui è in più stretta relazione, nelle quali questo è praticamente assente.
I fiori pentameri hanno un calice formato da sepali dalla forma triangolare, lunghi 2 mm e dagli apici ottusi. La corolla orciolata è di colore da bianco a crema, con frequenti sfumature rosate, e composta da 5 petali brevemente fusi tra loro alla base, lunghi fino a 5 mm, dalla forma da ellittica ad oblanceolata e con le estremità arrotondate. Gli stami portano delle antere di colore nero.
I frutti sono dei follicoli che contengono al loro interno numerosi e finissimi semi di colore nero, dispersi per azione del vento.

## Distribuzione e habitat
C. deltoidea è una specie originaria di Namibia meridionale e delle province del Capo Occidentale e del Capo Settentrionale, in Sudafrica, diffondendosi verso est fino nei pressi della cittadina di Prince Albert.
Predilige gli habitat aridi e pianeggianti, con suoli ghiaiosi, che costituiscono parte delle due ecoregioni di Karoo Succulento e Bushmanland, in cui è endemica.